# Nati nel 1456
| Questa pagina contiene informazioni ricavate automaticamente dalle voci biografiche con l'ausilio del template Bio e di un bot. L'aggiornamento è periodico e automatico e ricostruisce completamente la pagina. Se manca una persona in questa lista, sei pregato di non aggiungerla, ma accertati piuttosto che la sua voce biografica contenga il template Bio e che i dati anagrafici siano correttamente compilati. Se il template Bio manca, inseriscilo tu stesso o, in alternativa, metti l'avviso {{tmp\|Bio}} che ne segnala la mancanza. Se i dati riportati sono sbagliati, correggi direttamente la voce biografica; le modifiche saranno visibili in questa lista entro pochi giorni. Per chiarimenti vedi il progetto biografie. La lista contiene solo le 29 persone che sono citate nell'enciclopedia e per le quali è stato implementato correttamente il template Bio. Pagina aggiornata al 10 ago 2025. |

- 14 gennaio - Giovanni Nesi, filosofo italiano († 1506)
- 1º febbraio - Niccolò Leonico Tomeo, docente italiano († 1531)
- 16 febbraio - Achille Grassi, cardinale e vescovo cattolico italiano († 1523)
- 1º marzo - Ladislao II di Boemia, re († 1516)
- 21 marzo - Georg von Slatkonia, vescovo cattolico sloveno († 1522)
- 23 marzo - Sigismondo Pappacoda, cardinale e vescovo cattolico italiano († 1536)
- 11 maggio - Giovanni Cristoforo Romano, scultore e medaglista italiano († 1512)
- 10 giugno - Elisabetta Maria Sforza, marchesa († 1472)
- 11 giugno - Anna Neville, sovrana inglese († 1485)
- 23 giugno - Margherita di Danimarca, danese († 1486)
- 25 giugno - Giovanni d'Aragona, cardinale e abate italiano († 1485)
- 9 agosto - Giovanni Benci, politico e mecenate italiano († 1523)
- 8 settembre - Bernardino López de Carvajal, cardinale spagnolo († 1523)
- 7 novembre - Margherita di Baviera-Landshut, principessa († 1501)
- Antonia di Paolo di Dono, pittrice italiana († 1491)
- Giovanni Aurelio Augurelli, umanista, poeta e alchimista italiano († 1524)
- Cristoforo Castiglione, militare e cavaliere medievale italiano († 1499)
- Giovanni Colonna, cardinale italiano († 1508)
- Ranuccio Farnese, condottiero italiano († 1495)
- Niccolò Fieschi, cardinale e arcivescovo cattolico italiano († 1524)
- Ippolito del Donzello, pittore e architetto italiano († 1494)
- Jan Łaski, arcivescovo cattolico e politico polacco († 1531)
- Sonam Lhundrup, monaco buddhista tibetano († 1531)
- Diego López Pacheco y Portocarrero, nobile spagnolo († 1529)
- Giovanni Antonio Petrucci, politico italiano († 1486)
- Carlo Ruini, giurista e diplomatico italiano († 1530)
- Giovanni Stewart, conte di Mar, principe scozzese († 1479)
- Mary Woodville, nobile inglese († 1481)
- Afonso I del Congo, re